# 楕円型作用素

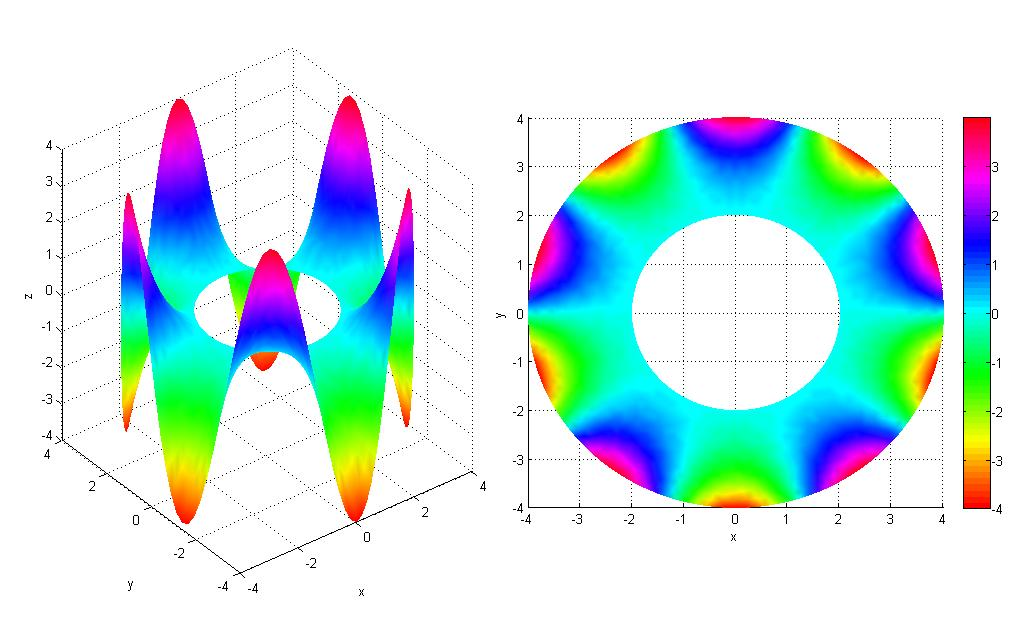
アニュラス上で定義されたラプラス方程式のある解。楕円型作用素の最も有名な例は、ラプラス作用素である。

数学の偏微分方程式の理論において、楕円型作用素（だえんがたさようそ、英: elliptic operator）とは、ラプラス作用素を一般化した微分作用素のことをいう。最高次の微分の係数が正であるという条件によって定義され、このことは主表象が可逆であることを意味する。同値な条件として，実の特性方向が存在しないという重要な性質がある。
楕円型作用素は、ポテンシャル論において典型的に現れるものであり、静電気学や連続体力学において頻繁に用いられる。楕円型正則性は、解が（作用素の係数が滑らかであれば）滑らかな函数になる傾向にあることを意味する。双曲型偏微分方程式や放物型偏微分方程式の定常解は一般に楕円型方程式によって解かれる。

## 定義
Rd 内のある領域 {\displaystyle \Omega } 上の次数 m の線型微分作用素 L で
{\displaystyle Lu=\sum _{|\alpha |\leq m}a_{\alpha }(x)\partial ^{\alpha }u\,}
（ {\displaystyle \alpha } は多重指数）により与えられるものが楕円型（elliptic）であるとは、{\displaystyle \Omega } 内のすべての x と、Rd 内のゼロでないすべての {\displaystyle \xi } に対して
{\displaystyle \sum _{|\alpha |=m}a_{\alpha }(x)\xi ^{\alpha }\neq 0\,}
が成り立つことをいう。多くの応用において、この条件は十分に強いものではない。代わりに次数 m = 2k の作用素に対しては次の一様楕円性条件（uniform ellipticity condition）が課されることもある（例えば，H. Brezis, Functional Analysis, Sobolev Spaces and Partial Differential EquationsのSection 9.5, Example 3を見よ）：
{\displaystyle (-1)^{k}\sum _{|\alpha |=2k}a_{\alpha }(x)\xi ^{\alpha }>C|\xi |^{2k}.\,}
C はある正定数である。楕円性は最高次の項にのみ依存することに注意されたい。
非線形作用素
{\displaystyle L(u)=F(x,u,(\partial ^{\alpha }u)_{|\alpha |\leq 2k})\,}
が楕円型であるとは、その u に関する1次テイラー展開と、任意の点についての導函数がいずれも線型楕円型作用素であることをいう。
例1
Rd におけるラプラシアンの -1 倍
{\displaystyle -\Delta u=-\sum _{i=1}^{d}\partial _{i}^{2}u\,}
は、一様楕円型作用素である。このラプラス作用素は静電気学において頻繁に現れる。ρ がある領域 Ω の内部の電荷密度であるとき、ポテンシャル Φ は次の方程式を満たす。
{\displaystyle -\Delta \Phi =4\pi \rho .\,}
例2
すべての x に対して対称かつ正定値な行列値函数 A(x) で、成分が aij であるようなものが与えられたとき、作用素
{\displaystyle Lu=-\partial _{i}(a^{ij}(x)\partial _{j}u)+b^{j}(x)\partial _{j}u+cu\,}
は楕円型である。これは、二階発散形式の線型楕円型微分作用素の内で最も一般的な形状のものである。ラプラス作用素は A = I とすることで得られる。これらの作用素は、分極媒質に対する静電気学においても現れる。
例3
非負の数 p に対し、p-ラプラシアンとは次で定義される非線形楕円型作用素のことをいう：
{\displaystyle L(u)=-\sum _{i=1}^{d}\partial _{i}(|\nabla u|^{p-2}\partial _{i}u).\,}
同様の非線形作用素は氷床力学に現れる。グレンの流動則に従って、氷のコーシー応力テンソルは次で与えられる：
{\displaystyle \tau _{ij}=B\left(\sum _{k,l=1}^{3}(\partial _{l}u_{k})^{2}\right)^{-{\frac {1}{3}}}\cdot {\frac {1}{2}}(\partial _{j}u_{i}+\partial _{i}u_{j})\,}
（B はある定数）。すると、定常状態における氷床の速度は、次の非線形楕円型システムの解で与えられる：
{\displaystyle \sum _{j=1}^{3}\partial _{j}\tau _{ij}+\rho g_{i}-\partial _{i}p=Q\,}
（ ρ は氷の密度、g は重力加速ベクトル、p は圧力、Q はある外力項）。

## 楕円型正則性定理
L を次数 2k の楕円型作用素で、係数が 2k 階連続的微分可能であるようなものとする。ある関数 f と適当な境界値が与えられたとき、L に対するディリクレ問題を解くことは、Lu = f を満たし適切な境界値と法線微分をもつ函数 u を見つけることである。楕円型作用素に対するその存在理論は、ガーディングの不等式とラックス＝ミルグラムの補題を用いることで考えられるが、そこではソボレフ空間 Hk 内のある弱解 u の存在のみが保証される。
弱解 u は、表現 Lu が意味をなさないほど正則性が低いこともあり得るので、この状況は全く不十分である。
楕円型正則性定理（elliptic regularity theorem）は、f が二乗可積分であるならば、u は実際に 2k 個の二乗可積分な弱微分をもつことを保証する。特に、f が無限階微分可能であるならば、u もそのようになる。
この性質をもつ任意の微分作用素は準楕円型作用素とよばれる。したがって、すべての楕円型作用素は準楕円型である。この性質は、ある楕円型作用素のすべての基本解は、0 を含まない任意の近傍において無限階微分可能であることも意味する。
応用として、コーシー・リーマンの方程式を満たすある函数 {\displaystyle f} を考える。コーシー・リーマンの方程式は楕円型作用素を形成するため、{\displaystyle f} は滑らかとなる。

## 一般の定義
{\displaystyle D} を、任意の階数のベクトル束の間の（非線型であることもある）微分作用素とする。一次形式 {\displaystyle \xi } に関するその主表彰 {\displaystyle \sigma _{\xi }(D)} を取る（基本的に、今行っていることは最高次の共変微分 {\displaystyle \nabla } をベクトル場 {\displaystyle \xi } で置き換える作業である）。
{\displaystyle D} が弱楕円型（weakly elliptic）であるとは、ゼロでないすべての {\displaystyle \xi } に対して {\displaystyle \sigma _{\xi }(D)} が線型の同型写像であることをいう。
{\displaystyle D} が（一様）強楕円型（strongly elliptic）であるとは、ある定数 {\displaystyle c>0} が存在して
{\displaystyle ([\sigma _{\xi }(D)](v),v)\geq c\|v\|^{2}}
がすべての {\displaystyle \|\xi \|=1} と {\displaystyle v} に対して成り立つことをいう。本記事の前部での楕円性の定義は「強楕円性」であることに注意するのは重要である。ここで {\displaystyle (\cdot ,\cdot )} は内積である。{\displaystyle \xi } はコベクトル場あるいは一次形式であるが、{\displaystyle v} は {\displaystyle D} が作用するベクトル束の成分であることに注意されたい。
強楕円型作用素の典型的な例は、ラプラシアン（あるいはその -1 倍。これは慣習によって異なる）である。{\displaystyle D} は強楕円性のためには偶数次である必要があることは容易にわかる。そうでない場合は、{\displaystyle \xi } とその -1 倍を同時に考慮すればよい。一方、ディラック作用素のような一階の弱楕円型作用素が、ラプラシアンのような強楕円型作用素となるためには、２乗をすればよい。弱楕円型作用素の合成は、弱楕円型である。
弱楕円性は，フレドホルムの交代定理やシャウダー評価、アティヤ＝シンガーの指数定理に対しては十分強いものである。一方、最大値原理に対しては強楕円性が必要となり、その固有値が離散的であるためには、極限点が ∞ のみである必要がある。